# Victor Kilian
Victor Arthur Kilian (Jersey City, 6 marzo 1891 – Hollywood, 11 marzo 1979) è stato un attore statunitense.

## Biografia
Nato a Jersey City (New Jersey), iniziò la sua carriera nel vaudeville all'età di 18 anni. A metà degli anni '20 iniziò a recitare a Broadway e verso la fine del decennio debuttò nel cinema.
Per i successivi anni lavorò soprattutto come attore caratterista. Nel 1942 perse un occhio durante la messa in scena di un combattimento per un film.
Durante il maccartismo degli anni '50, venne inserito nella lista nera per le sue convinzioni politiche, ma la Actors' Equity Association si rifiutò di accettare il divieto e quindi Kilian riuscì a guadagnarsi da vivere esibendosi sul palcoscenico. Dopo la fine della lista nera di Hollywood, iniziò a recitare anche in televisione negli anni '70. Apparve, tra l'altro, nella serie Mary Hartman, Mary Hartman, in cui interpretò il nonno.
Dal 1915 al 1961, anno in cui rimase vedovo, fu sposato con Daisy Johnson.
Nel marzo 1979 recitò in un episodio della serie Arcibaldo. Poche settimane prima della messa in onda dell'episodio, l'11 marzo 1979, venne picchiato a morte nel suo appartamento di Hollywood da alcuni ladri.

## Filmografia parziale

### Cinema
- I distruttori (Air Hawks), regia di Albert S. Rogell (1935)
- Avventurieri dell'aria (Only Angels Have Wings), regia di Howard Hawks (1939)
- Dr. Cyclops, regia di Ernest B. Schoedsack (1940)
- Zona torrida (Torrid Zone), regia di William Keighley (1940)
- Alba fatale (The Ox-Bow Incident), regia di William A. Wellman (1943)
- Ho ucciso Jess il bandito (I Shot Jesse James), regia di Samuel Fuller (1949)
- The Showdown, regia di Dorrell McGowan e Stuart E. McGowan (1950)
- Nessuno deve amarti (The Return of Jesse James), regia di Arthur Hilton (1950)

### Televisione
- Il reporter (The Reporter) – serie TV, episodio 1x08 (1964)
- Mary Hartman, Mary Hartman – serie TV, 325 episodi (1976-1977)
- Forever Fernwood – serie TV, 130 episodi (1977-1978)
- I Jefferson (The Jeffersons) – serie TV, episodi 2x07-2x10 (1975)
- Arcibaldo (All in the Family) – serie TV, 2 episodi (1979)